# Frank Hearne
Frank Hearne (* 23. November 1858 in Ealing, Vereinigtes Königreich Großbritannien und Irland; † 14. Juli 1949 in Kapstadt, Südafrikanische Union) war ein südafrikanischer Cricketspieler, der 1889 für die englische und zwischen 1892 und 1896 für die südafrikanische Nationalmannschaft spielte.

## Kindheit und Ausbildung
Hearne stammte aus einer Cricket-Familie. Sein Vater George Hearne spielte First-Class-Cricket für Middlesex und seine Brüder Alec und George Hearne wie er jeweils für Kent und England.

## Aktive Karriere
Hearne gab sein First-Class-Debüt in der Saison 1879 und spielte in der Folge für Kent und konnte sich etablieren. Als das Nationalteam in der Saison 1888/89 nach Südafrika reiste, gab er dort sein Test-Debüt. Aus Gesundheitsgründen verblieb er nach der Tour in Südafrika und gründete dort einen Sportladen. Kurz darauf begann er dort auch Cricket für die Western Province zu spielen. Auch dort konnte er sich ins Nationalteam vorarbeiten und als England in der Saison 1891/92 das nächste Mal nach Südafrika reiste, spielte er im Test der Tour für Südafrika. Dabei gaben seine beiden Brüder auf der gegnerischen Seite ihr Test-Debüt. In der Saison 1894 reiste er mit einem südafrikanischen Team nach England, wobei jedoch keine klassifizierten Spiele absolviert wurden. In der Saison 1895/96 war er bei allen drei Tests der Tour im Einsatz. Es sollte der letzte Auftritt in der Nationalmannschaft sein. Sein letztes First-Class-Spiel absolvierte er in der saison 1903/04.

## Nach der aktiven Karriere
Hearne starb im Jahr 1949 im Alter von 90 Jahren.